# Heyuan
Heyuan is een stad en prefectuur met een groeiende economie in het noorden van de Chinese provincie Guangdong. Tijdens de volkstelling van 2020 had de prefectuur 2.837.686 inwoners. De stad zelf telde 662.950 inwoners. Het heeft grote stukken tropische bossen. De bevolking bestaat grotendeels uit Hakkanezen en wat Kantonezen. In het gebied staan veel speelgoedfabrieken.

## Geografie
Heyuan ligt ten noorden van Huizhou, ten oosten van Shaoguan, ten zuiden van Ganzhou en ten westen van Meizhou.
Heyuan bestaat uit één district (China) en vijf arrondissementen
- Yuancheng 源城区 (roodgekleurd op de kaart)
- Heping 和平县 (lichtroodgekleurd op de kaart)
- Longchuan 龙川县 (beigegekleurd op de kaart)
- Zijin 紫金县 (paarsgekleurd op de kaart)
- Lianping 连平县 (groengekleurd op de kaart)
- Dongyuan 东源县 (donkerblauwgekleurd op de kaart)

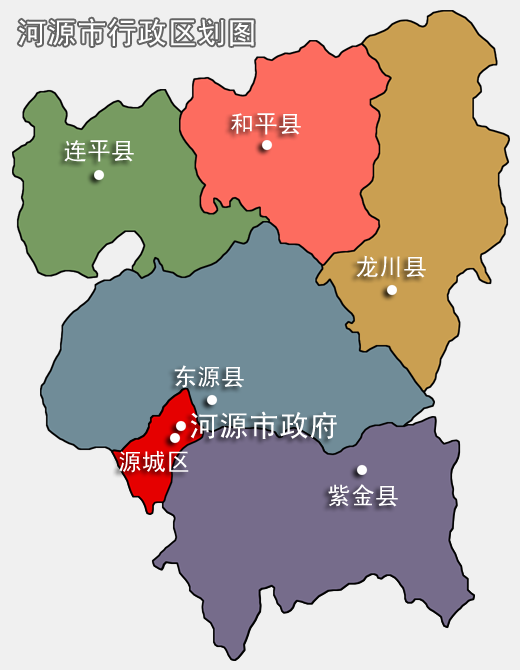
Indeling van Heyuan

## Galerij

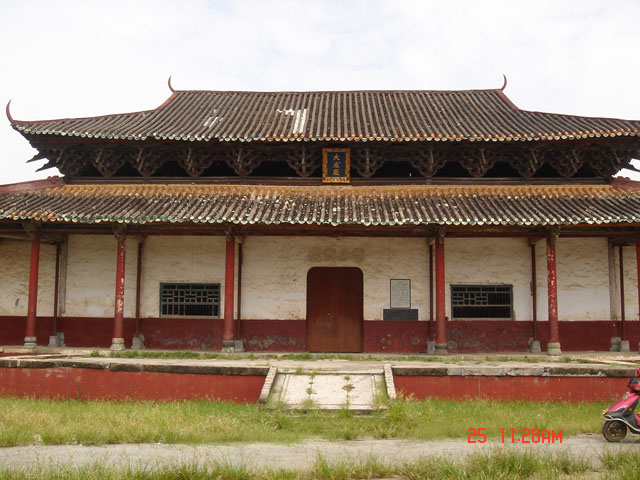
Het oude lyceumgebouw in Longchuan
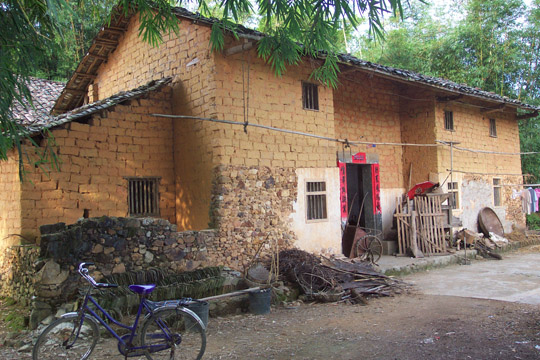
Een oud huis in Hakkastijl in Longchuan